# Pohoří monzunů
Pohoří monzunů (v anglickém originále The Mountains Of The Monsoon) je dokumentární film televize BBC ze série Svět přírody z roku 2009. Fotograf a přírodovědec Sandech Kadur se v něm vydává do vysokých poloh indického pohoří Západní Gháty. Chce prozkoumat zdejší divočinu dříve, než vyhyne. Dokument byl v Česku poprvé vysílán na Viasat Nature. Na DVD poprvé vyšel v roce 2010.